# 天野晶夫
天野 晶夫（あまの あきお、1974年3月6日 - ）は、愛知県出身の競艇選手。登録番号3621。身長159cm。血液型O型。71期。同期に川北浩貴、岩崎芳美、海野ゆかり、山崎智也、深川真二らがいる。通算優勝は30回（優出151回、2009年10月22日現在）を数える。

## 来歴
- 1992年11月11日、蒲郡競艇場でデビュー。
- 1992年12月3日、蒲郡競艇場で初勝利。
- 1994年5月、津競艇場で初優出。
- 1994年12月、大村競艇場で初優勝。
- 1996年2月、蒲郡競艇場での「東海地区選手権」でG1初出場。
- 1996年8月27日、蒲郡競艇場でのモーターボート記念競走でSG初出場。
- 1998年10月20日、多摩川競艇場での周年記念でG1初優出（返還欠場）。
- 2002年8月4日、若松競艇場でのオーシャンカップ競走でSG初優出（4着）。
- 2009年10月22日、琵琶湖競艇場での周年記念で通算1000勝達成。